# Listă de comitate din statul Virginia

Cele 95 de comitate şi oraşe independente ale Commonwealth of Virginia.

Commonwealth de Virginia, conform originalului din limba engleză, The Commonwealth of Virginia, este împărțit administrativ în 95 de comitate și 39 de orașe independente (care au aceeași funcție administrativă ca și comitatele) conform acestei liste.

## Cele 95 de comitate
| Coumitatul     | Populația 1 iulie 2007 | Sediul                     | Populația 1 iulie 2007 |
| -------------- | ---------------------- | -------------------------- | ---------------------- |
| Accomack       | 38.485                 | Accomac                    | 529                    |
| Albemarle      | 93.117                 | Charlottesville *          | 41.228                 |
| Alleghany      | 16.387                 | Covington *                | 6.168                  |
| Amelia         | 12.686                 | Amelia Courthouse          |                        |
| Amherst        | 32.223                 | Amherst                    | 2.208                  |
| Appomattox     | 14.199                 | Appomattox                 | 1..726                 |
| Arlington      | 204.568                | Arlington                  | 204.568                |
| Augusta        | 70.922                 | Staunton *                 | 23.834                 |
| Bath           | 4.635                  | Warm Springs               |                        |
| Bedford        | 66.750                 | Bedford *                  | 6.286                  |
| Bland          | 6.883                  | Bland                      |                        |
| Botetourt      | 32.005                 | Fincastle                  | 353                    |
| Brunswick      | 17.811                 | Lawrenceville              | 1.342                  |
| Buchanan       | 23.900                 | Grundy                     | 975                    |
| Buckingham     | 15.932                 | Buckingham                 |                        |
| Campbell       | 52.840                 | Rustburg                   | 1.313                  |
| Caroline       | 27.282                 | Bowling Green              | 1.018                  |
| Carroll        | 29.120                 | Hillsville                 | 2.665                  |
| Charles City   | 7.166                  | Charles City               |                        |
| Charlotte      | 12.333                 | Charlotte Court House      | 440                    |
| Chesterfield   | 299.689                | Chesterfield Court House   | 4.087                  |
| Clarke         | 14.361                 | Berryville                 | 3.157                  |
| Craig          | 5.141                  | New Castle                 | 172                    |
| Culpeper       | 45.723                 | Culpeper                   | 13.497                 |
| Cumberland     | 9.626                  | Cumberland                 |                        |
| Dickenson      | 16.168                 | Clintwood                  | 1.503                  |
| Dinwiddie      | 25.747                 | Dinwiddie                  |                        |
| Essex          | 10.862                 | Tappahannock               | 2.172                  |
| Fairfax        | 1.010.241              | Fairfax *                  | 23.349                 |
| Fauqier        | 66.328                 | Warrenton                  | 8.877                  |
| Floyd          | 14.641                 | Floyd                      | 433                    |
| Fluvanna       | 25.329                 | Palmyra                    |                        |
| Franklin       | 51.133                 | Rocky Mount                | 4.544                  |
| Frederick      | 72.880                 | Winchester *               | 25.733                 |
| Giles          | 17.228                 | Stanardsville              | 2.766                  |
| Gloucester     | 38.336                 | Gloucester Courthouse      | 2.495                  |
| Goochland      | 20.615                 | Stanardsville              |                        |
| Grayson        | 16.072                 | Independence               | 903                    |
| Greene         | 17.860                 | Stanardsville              | 501                    |
| Greensville    | 11.912                 | Emporia *                  | 5.619                  |
| Halifax        | 35.530                 | Halifax                    | 1.272                  |
| Hanover        | 98.946                 | Hanover                    |                        |
| Henrico        | 289.822                | Richmond *                 | 200.123                |
| Henry          | 55.544                 | Martinsville *             | 14.578                 |
| Highland       | 2.446                  | Monterey                   | 145                    |
| Isle of Wight  | 35.035                 | Isle of Wight              |                        |
| James City     | 61.195                 | Williamsburg *             | 12.434                 |
| King and Queen | 6.882                  | King and Queen Court House |                        |
| King George    | 22.630                 | King George                |                        |
| King William   | 15.689                 | King William               |                        |
| Lancaster      | 11.532                 | Lancaster                  |                        |
| Lee            | 23.461                 | Jonesville                 | 969                    |
| Loudoun        | 278.797                | Leesburg                   | 38.465                 |
| Louisa         | 31.961                 | Louisa                     | 1.549                  |
| Lunenburg      | 13.018                 | Lunenburg                  |                        |
| Madison        | 13.719                 | Madison                    | 215                    |
| Mathews        | 9.041                  | Mathews                    |                        |
| Mecklenburg    | 32.106                 | Boydton                    | 459                    |
| Middlesex      | 10.637                 | Saluda                     |                        |
| Montgomery     | 89.193                 | Christiansburg             | 19.176                 |
| Nelson         | 14.245                 | Lovingston                 |                        |
| New Kent       | 17.109                 | New Kent                   |                        |
| Northampton    | 13.401                 | Eastville                  | 193                    |
| Northumberland | 12.897                 | Heathsville                |                        |
| Nottoway       | 15.755                 | Nottoway                   |                        |
| Orange         | 32.492                 | Orange                     | 4.580                  |
| Page           | 24.142                 | Luray                      | 4.858                  |
| Patrick        | 18.870                 | Stuart                     | 1.441                  |
| Pittsylvania   | 60.826                 | Chatham                    | 1.267                  |
| Powhatan       | 27.817                 | Powhatan                   |                        |
| Prince Edward  | 21.360                 | Farmville                  | 7.172                  |
| Prince George  | 35.886                 | Prince George              |                        |
| Prince William | 360.411                | Manassas *                 | 35.412                 |
| Pulaski        | 35.060                 | Pulaski                    | 9.047                  |
| Rappahannock   | 7.199                  | Washington                 | 174                    |
| Richmond       | 9.171                  | Warsaw                     | 1.361                  |
| Roanoke        | 90.420                 | Roanoke *                  | 92.600                 |
| Rockbridge     | 21.498                 | Lexington *                | 7.026                  |
| Rockingham     | 73.524                 | Harrisonburg *             | 44.039                 |
| Russell        | 28.838                 | Lebanon                    | 3.177                  |
| Scott          | 22.787                 | Gate City                  | 2.056                  |
| Shenandoah     | 40.403                 | Woodstock                  | 4.265                  |
| Smyth          | 32.050                 | Marion                     | 6.048                  |
| Southampton    | 17.654                 | Courtland                  | 1.248                  |
| Spotsylvania   | 119.194                | Spotsylvania Courthouse    | 4.992                  |
| Stafford       | 120.723                | Stafford                   |                        |
| Surry          | 7089                   | Surry                      | 253                    |
| Sussex         | 12.222                 | Sussex                     |                        |
| Tazewell       | 43.855                 | Tazewell                   | 4.288                  |
| Warren         | 36.294                 | Front Royal                | 14.565                 |
| Washington     | 52.733                 | Abingdon                   | 7.968                  |
| Westmoreland   | 17.252                 | Montross                   | 309                    |
| Wise           | 41.666                 | Wise                       | 3.237                  |
| Wythe          | 28.538                 | Wytheville                 | 8.109                  |
| York           | 61.271                 | Yorktown                   | 220                    |

## Cele 39 de orașe independente
| - Alexandria (140.024) - Bedford (6.286) - Bristol (17.593) - Buena Vista (6.482) - Charlottesville (41.228) - Chesapeake (219.154) - Colonial Heights (17.796) - Covington (6.168) - Danville (44.947) - Emporia (5.619) - Fairfax (23.349) - Falls Church (10.948) - Franklin (8.906) | - Fredericksburg (22.410) - Galax (6.824) - Hampton (146.439) - Harrisonburg (44.039) - Hopewell (23.028) - Lexington (7.026) - Lynchburg (71.282) - Manassas (35.412) - Manassas Park (11.426) - Martinsville (14.578) - Newport News (179.153) - Norfolk (235.747) - Norton (3.724) | - Petersburg (32.885) - Poquoson (11.858) - Portsmouth (101.967) - Radford (16.133) - Richmond (200.123) - Roanoke (92.600) - Salem (25.233) - Staunton (23.834) - Suffolk (81.332) - Virginia Beach (434.743) - Waynesboro (21.656) - Williamsburg (12.434) - Winchester (25.733) |

## Foste comitate ale statului Virginia
- Bermuda Hundred  • 1617 -  Unul din comitatele originare când Virginia era coloniei a Angliei
- Kecoughtan  • 1617 - Unul din comitatele originare